# Leopold Beosier
Leopold Beosier (Gent, 14 december 1855 - Kessel-Lo, 2 november 1935) was een Belgisch senator en burgemeester.

## Levensloop
Beosier was de jongste van de veertien kinderen van arbeider Cornelius Beosier en van Maria Boddaert. Hij trouwde met Léontine Claes en ze kregen een dochter en drie zoons.
Hij liep school tot aan zijn tien jaar en ging daarop werken bij vlasfabrikant Feyerick. Hij werkte in de Gentse vlasnijverheid tot aan zijn legerdienst halfweg de jaren 1880.  
In 1886 sloot hij zich aan bij de Socialistische Vakvereniging van de Vlasbewerkers en was betrokken bij de oprichting van de socialistische ziekenkas Bond Moyson. Dit deed zijn naam plaatsen op een 'zwarte lijst' die het hem zeer moeilijk maakte in het Gentse nog werk te vinden. Toen werd hij propagandist-dagbladverkoper voor Vooruit, eerst in Ieper (1887), dan in Antwerpen (1888), waar hij onder meer een aanslepend conflict moest oplossen tussen de socialistische bladen De Werker en De Wacht. 
Zijn derde standplaats werd Leuven, waar hij kennis maakte met de latere socialistische volksvertegenwoordiger Prosper Van Langendonck. Hij werkte in Leuven mee aan de oprichting van de coöperatieve drukkerij Excelsior, aan de stichting van de ziekenbond Vrijheid (hij was er secretaris en penningmeester van), werd commissaris van de coöperatie De Proletaar en zorgde voor de verspreiding van de Volksgazet en van  De Volkswil, orgaan van de Belgische Werkliedenpartij (BWP) voor het arrondissement Leuven, dat bij Excelsior werd gedrukt.
In 1889 verhuisde Beosier naar Kessel-Lo en hielp er de lokale partijafdeling oprichten. Tijdens de gemeenteraadsverkiezingen van 1899 was hij kandidaat op een kartellijst met de liberalen, maar werd niet verkozen. Ook in 1903 en 1907 was hij kandidaat op socialistische lijsten, opnieuw zonder succes. In 1911 werd hij gemeenteraadslid van Kessel-Lo, verkozen op een kartellijst met de liberalen. Hij bleef raadslid tot aan zijn dood. Hij voerde al onmiddellijk actie voor het algemeen enkelvoudig stemrecht (AES), voor een pensioenfonds voor de arbeiders en bedienden in gemeentelijke dienst, voor een werklozen- en een spaarfonds. Tijdens Wereldoorlog I richtte hij mee comités op: het Hulp- en Voedingscomité, het Comité voor Oorlogswezen en het lokaal comité van het Nationaal Werk voor Kinderwelzijn. Hij was ook bestuurslid van al deze organisaties. 
In 1921 werd hij opnieuw verkozen in de gemeenteraad en werd, in een coalitie met de liberalen, schepen van Onderwijs. Later op het jaar, in december, werd hij door de provincieraad van Brabant verkozen als socialistisch provinciaal senator. Ook dit mandaat vervulde hij tot aan zijn dood.
In 1926 won de BWP van Kessel-Lo een zetel bij de gemeenteraadsverkiezingen, maar belandde niettemin in de oppositie. Zes jaar later veroverde ze de absolute meerderheid en Beosier werd burgemeester. Hij bekleedde ook dit mandaat tot aan zijn dood. 